# سنان اوغان
سینان اوغان (به ترکی استانبولی: Sinan Oğan) متولد ۱۰ شهریور ۱۳۴۶ ‏(۵۷ سال) در شهر ایغدیر، سیاست‌مدار – نماینده پیشین مردم ایغدیر در مجلس ترکیه از حزب حرکت ملی (به ترکی استانبولی: Milliyetçi Hareket Partisi, MHP) و از قوم آذربایجانی‌های ترکیه می‌باشد.
او در سال ۱۳۶۰ از گروه مدیریت دانشگاه مرمره فارغ التحصیل شد. اوغان از سال ۱۳۷۲ تا ۱۳۷۹ به عنوان معاون در دانشگاه دولتی اقتصاد آذربایجان (آذربایجانی: Azərbaycan Dövlət İqtisad Universiteti) مشغول به کار بود.
سینان اوغان در در بیست و هشتمین دوره انتخابات ریاست جمهوری ترکیه سال ۲۰۲۳ به عنوان نامزد ائتلاف «آتا»شرکت کرد و در مجموع ۲ میلیون و ۸۳۱هزار رای به دست آورد که معادل ۵.۱۷ درصد آرا اخذ شده است. او در دور دوم انتخابات این دوره از اردوغان حمایت کرد که در نهایت رجب طیب اردوغان به عنوان رئیس جمهور ترکیه برگزیده شد.